# Naaimachine

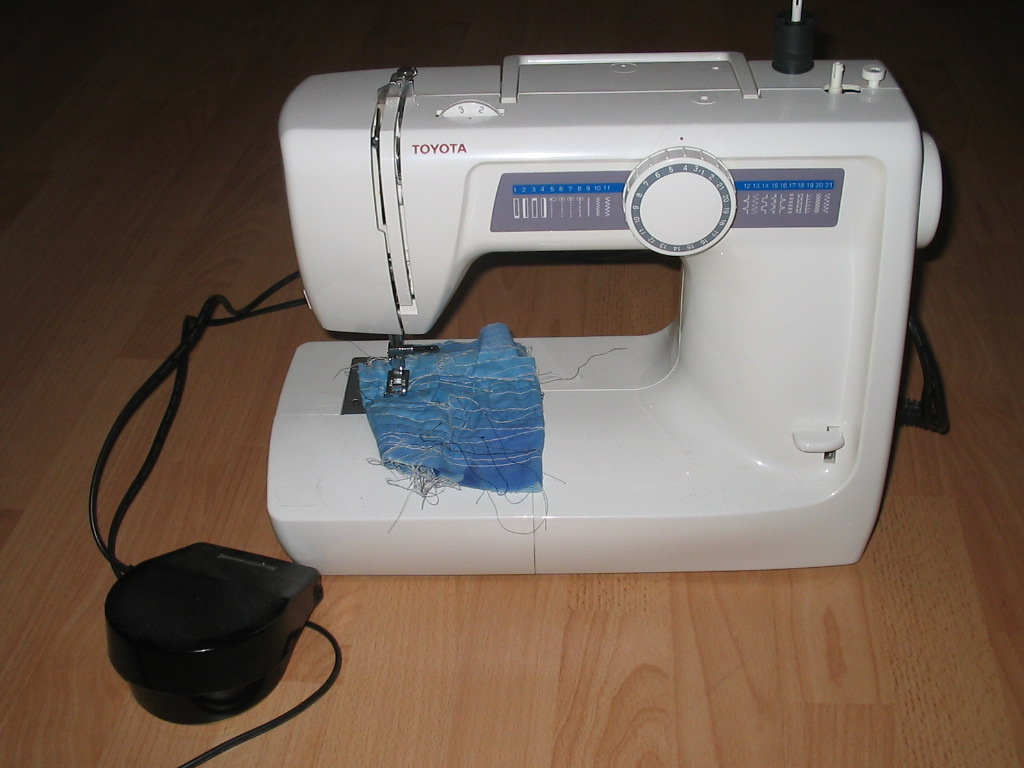
Een moderne kunststof naaimachine

Naaimachine in werking

Een naaimachine is een apparaat waarmee het naaien van stoffen half-geautomatiseerd kan plaatsvinden.

## Geschiedenis
Rond 1755 werd er in verschillende Europese landen geprobeerd een geschikte machine uit te vinden die het naaien met de hand zou kunnen vervangen. De ontwikkelingen richtten zich op de grote kleermakerijen (waar de gezellen niet echt zaten te wachten op een vervanger voor hun handwerk).
In Frankrijk verschenen rond 1830 de eerste machines in de naaiateliers. Deze werden door de arbeiders niet graag gezien, maar de vinding en de verbeteringen van de machine waren niet meer te stoppen. Ook in de 'Nieuwe Wereld' werd druk gezocht naar een machine die het trage en kostbare handwerk kon vervangen. De eerste bruikbare toepassing werd de naaimachine die door Barthélemy Thimonnier werd ontwikkeld. Met zijn uitvinding sleepte hij een contract in de wacht voor het produceren van Franse legeruniformen. Thimonniers machine naaide een kettingsteek (zie ook lockmachine). In de Verenigde Staten was het ondertussen Elias Howe, die een machine met een losse spoel ontwikkelde, het mechanisme dat nog steeds in de meeste naaimachines wordt gebruikt.
In de tweede helft van de 19e eeuw werd de naaimachine vervolmaakt, onder andere door Isaac Singer en kon deze ook door de huisvrouw worden gebruikt. De ontwikkeling van de trapnaaimachine bleek een echte verbetering te zijn doordat men de handen nu volledig vrij had voor het naaigoed. Tevens kregen de machines meer mogelijkheden, verschillende naaisteken zoals zigzaggen en zomen werden mogelijk.
De trapnaaimachine werd later vervangen door de elektrische machine (sedert 1905 tamelijk algemeen) en die is nu nog steeds in gebruik.

## Werking

Techniek van de stiksteek

Een huishoudelijke naaimachine maakt gebruik van twee draden garens, in tegenstelling tot naaien met de hand, dat over het algemeen met één draad gebeurt. Een van de beide draden is gewonden op een spoeltje, dat los in een houder onder de stof ligt. De andere draad loopt vanaf het garenklosje boven op de naaimachine via een draadgever naar de naald. Het oog van de naald zit dicht bij de punt. De naald maakt een op en neer gaande beweging. Gaat de naald omlaag, dan gaat ook de draadgever omlaag, zodat de draad niet of nauwelijks van het klosje wordt afgewikkeld. De draad gaat door de stof heen en vormt daar een lusje. Een ingenieus mechaniek pakt deze lus op en trekt hem om het spoeltje heen. Bij de elektrische naaimachine blijft het spoeltje zelf op dezelfde plaats, bij de handnaaimachine bevindt het spoeltje zich in een schuitje dat door de lus wordt gestoken. Als de naald weer omhoog komt, gaat ook de draadgever omhoog, zodat de draad strak wordt getrokken en de naad bij elkaar wordt gehouden.
Het mechaniek rond het spoeltje is het kwetsbaarst. Er kunnen te lange lussen ontstaan die uit de genaaide stof steken, of er kan draadbreuk optreden.
Een naaimachine is voorzien van een mechaniek om de draad op het spoeltje te winden. Over het algemeen wordt voor beide draden dezelfde kleur garen gebruikt.

## Externe link

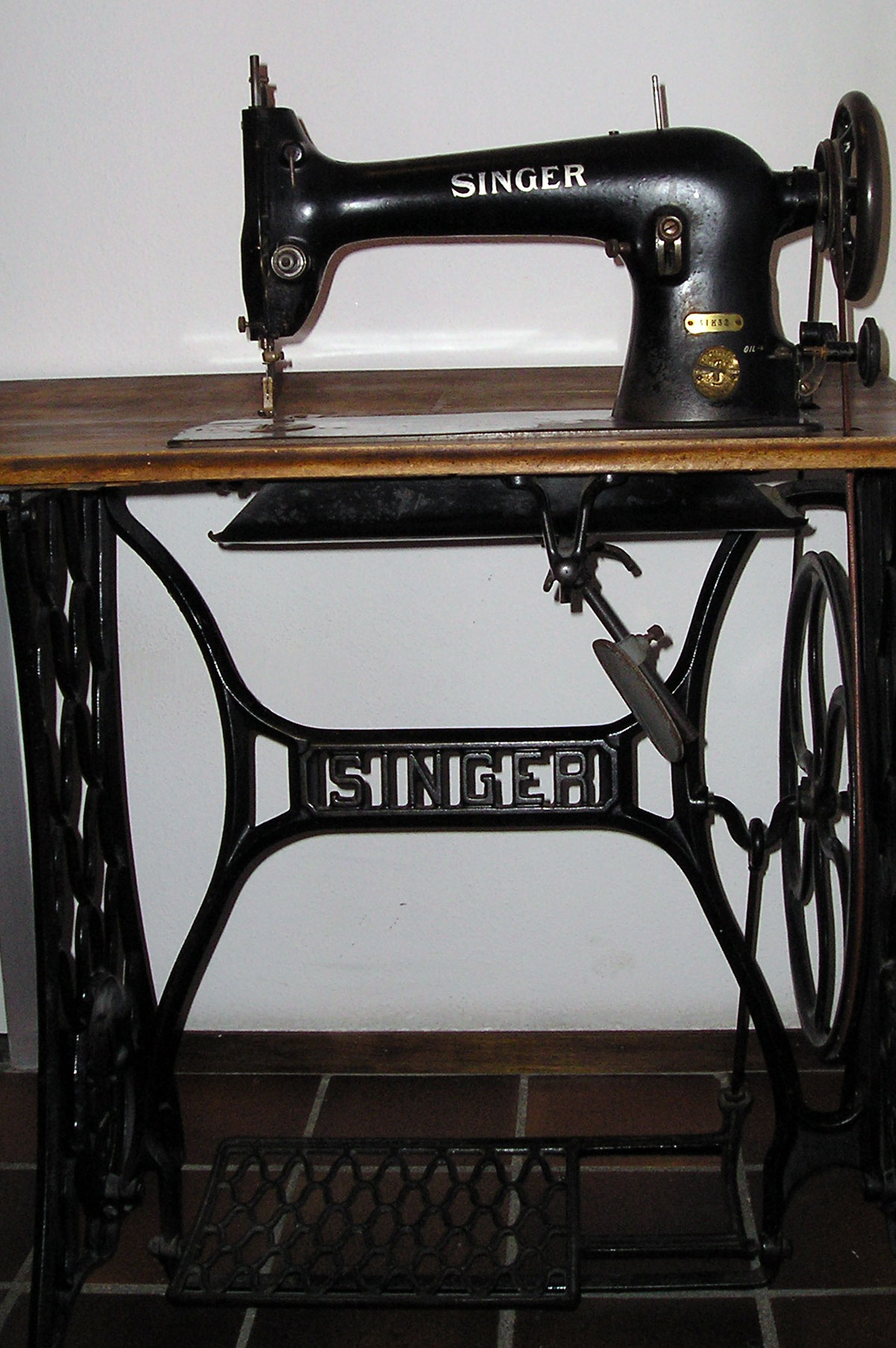
Singer-trapnaaimachine
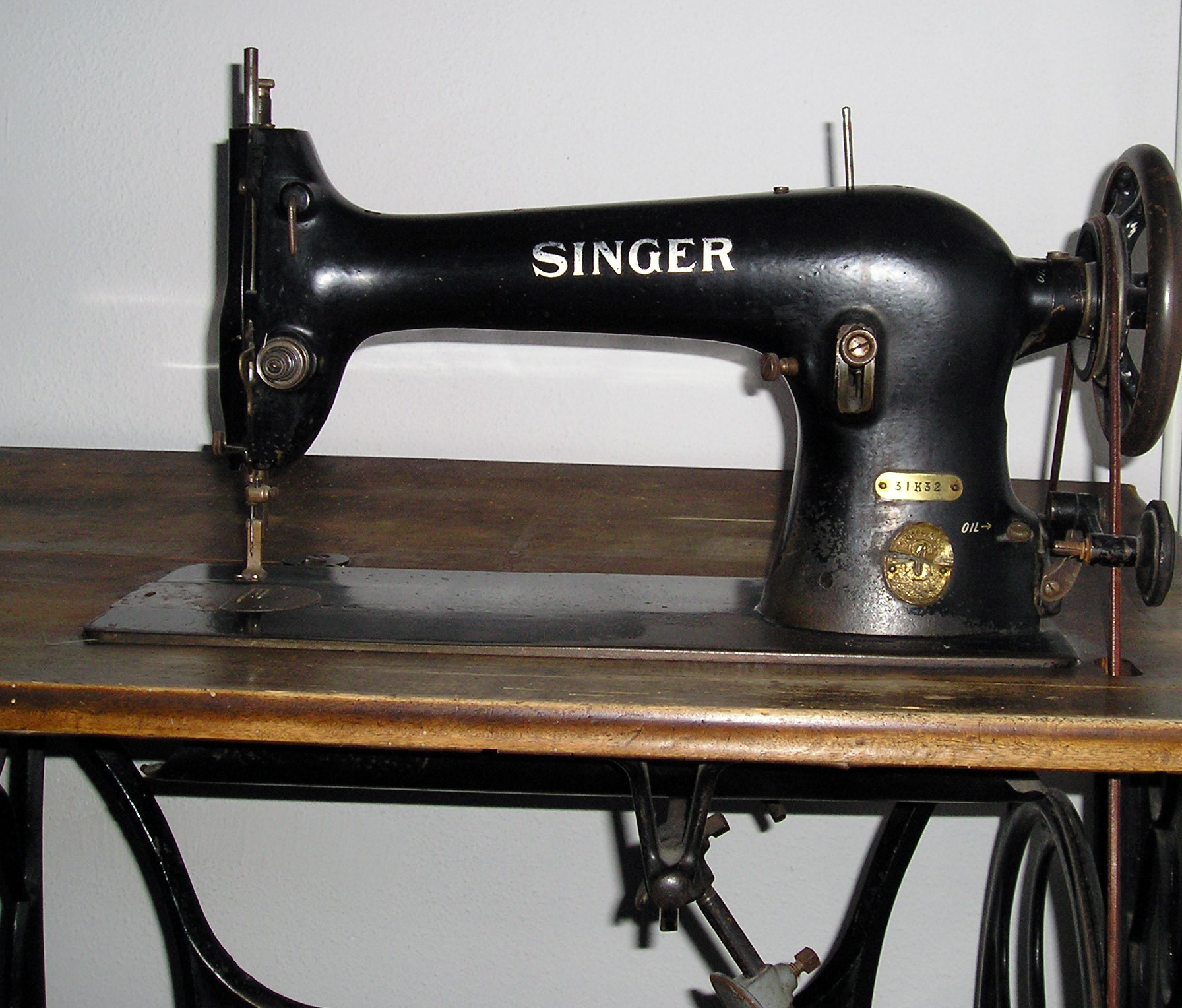
Singer-naaimachine
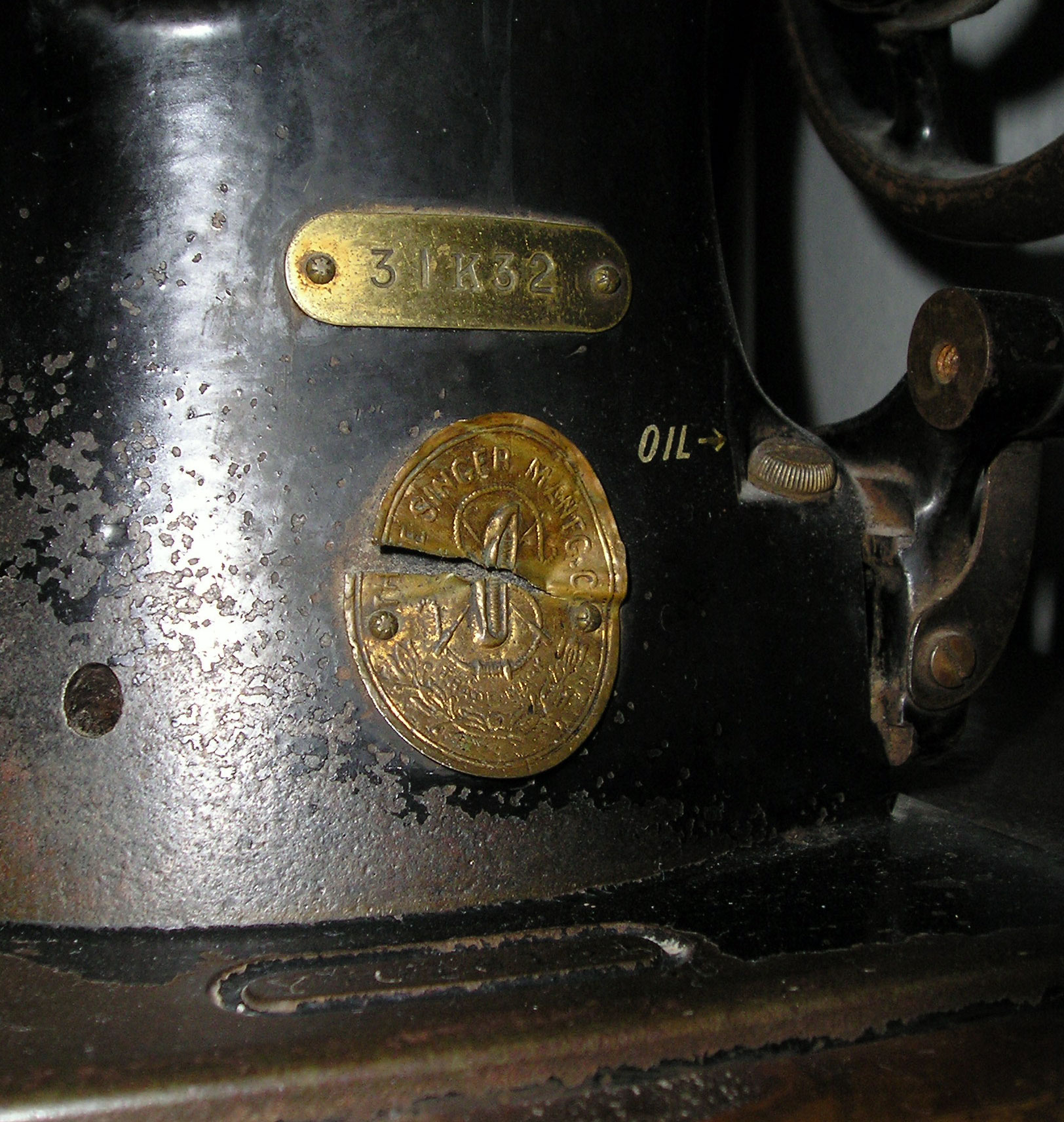
Singer-naaimachine
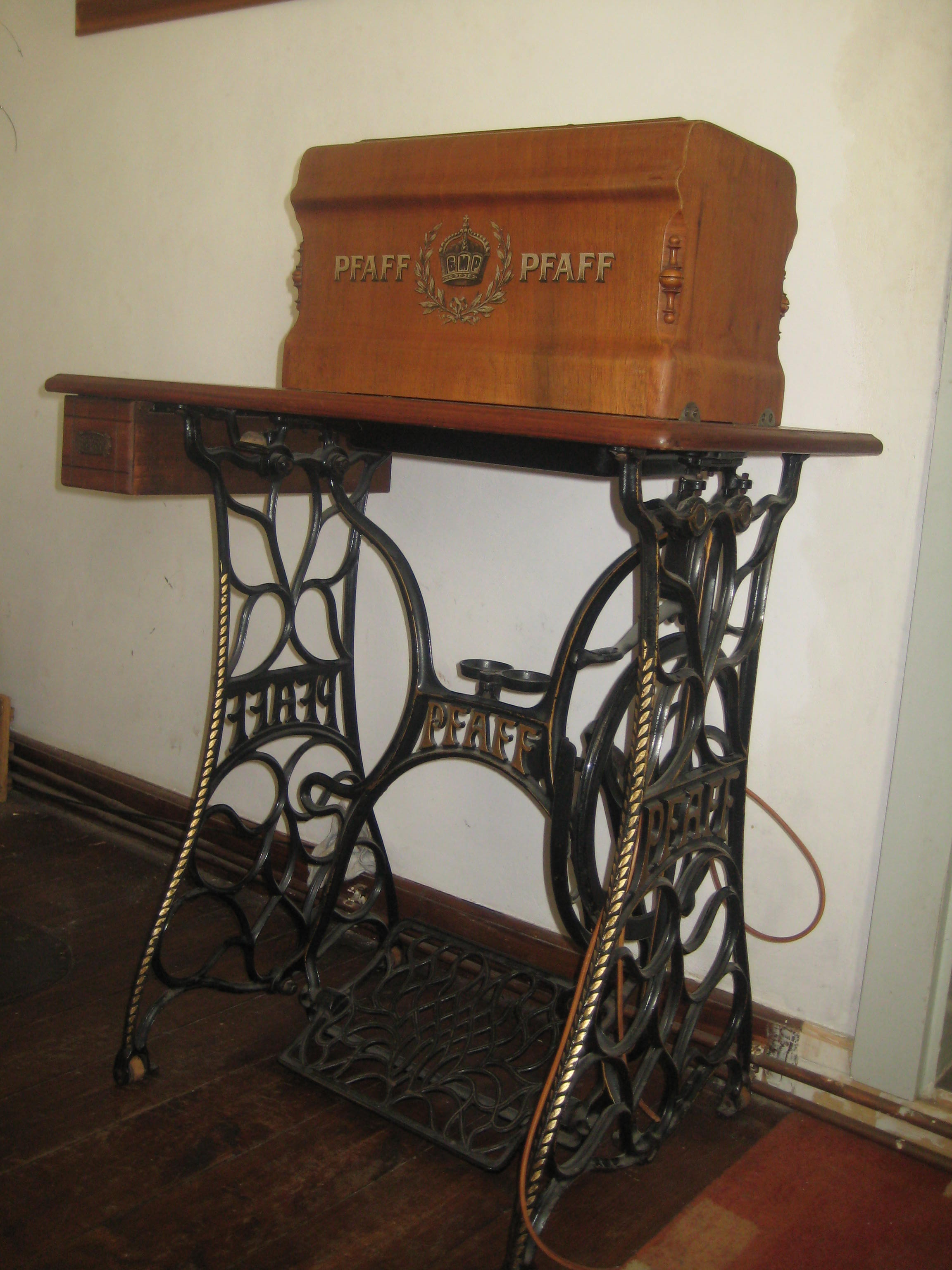
Pfaff-naaimachine
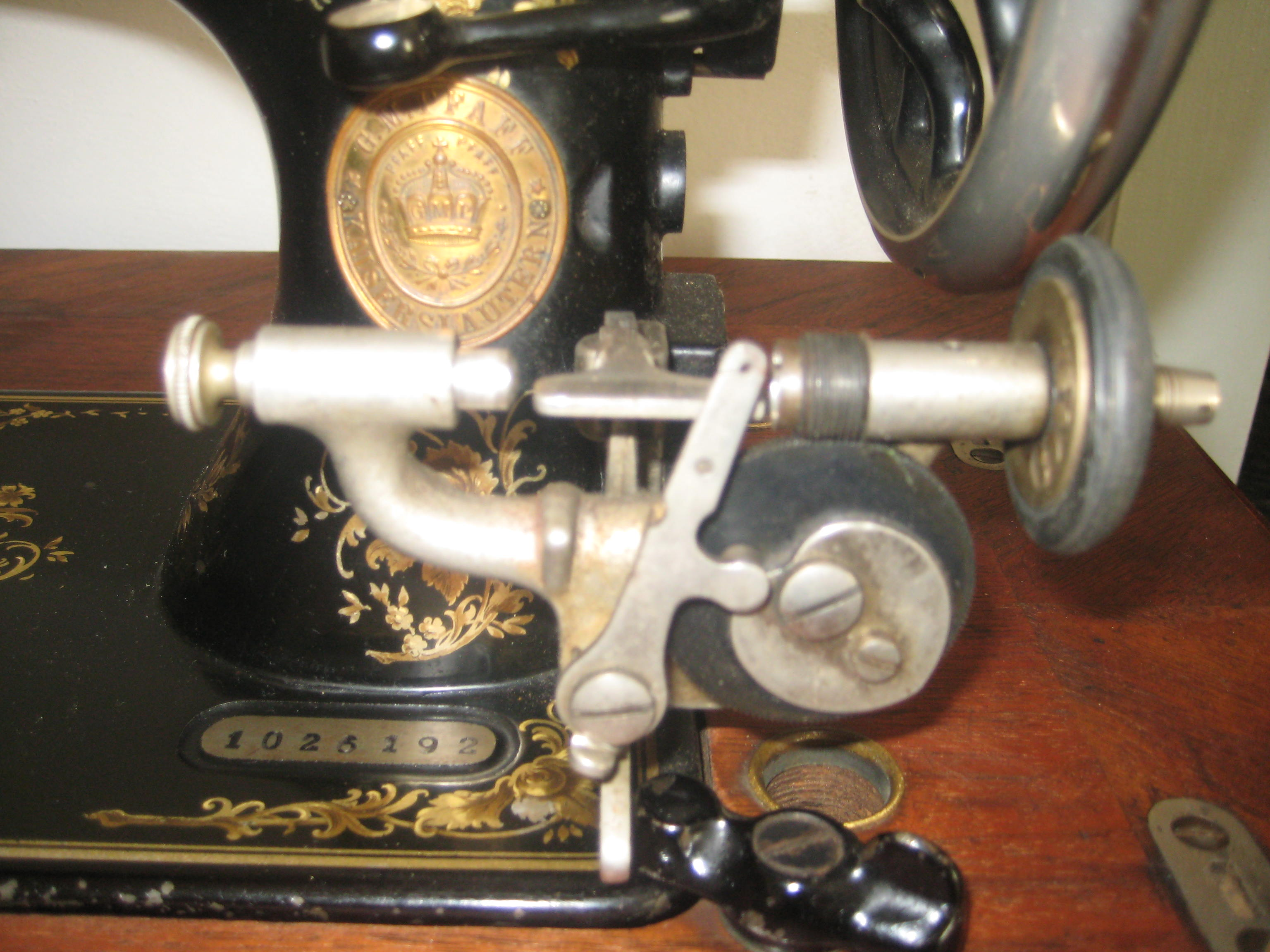
Pfaff-naaimachine (detail)
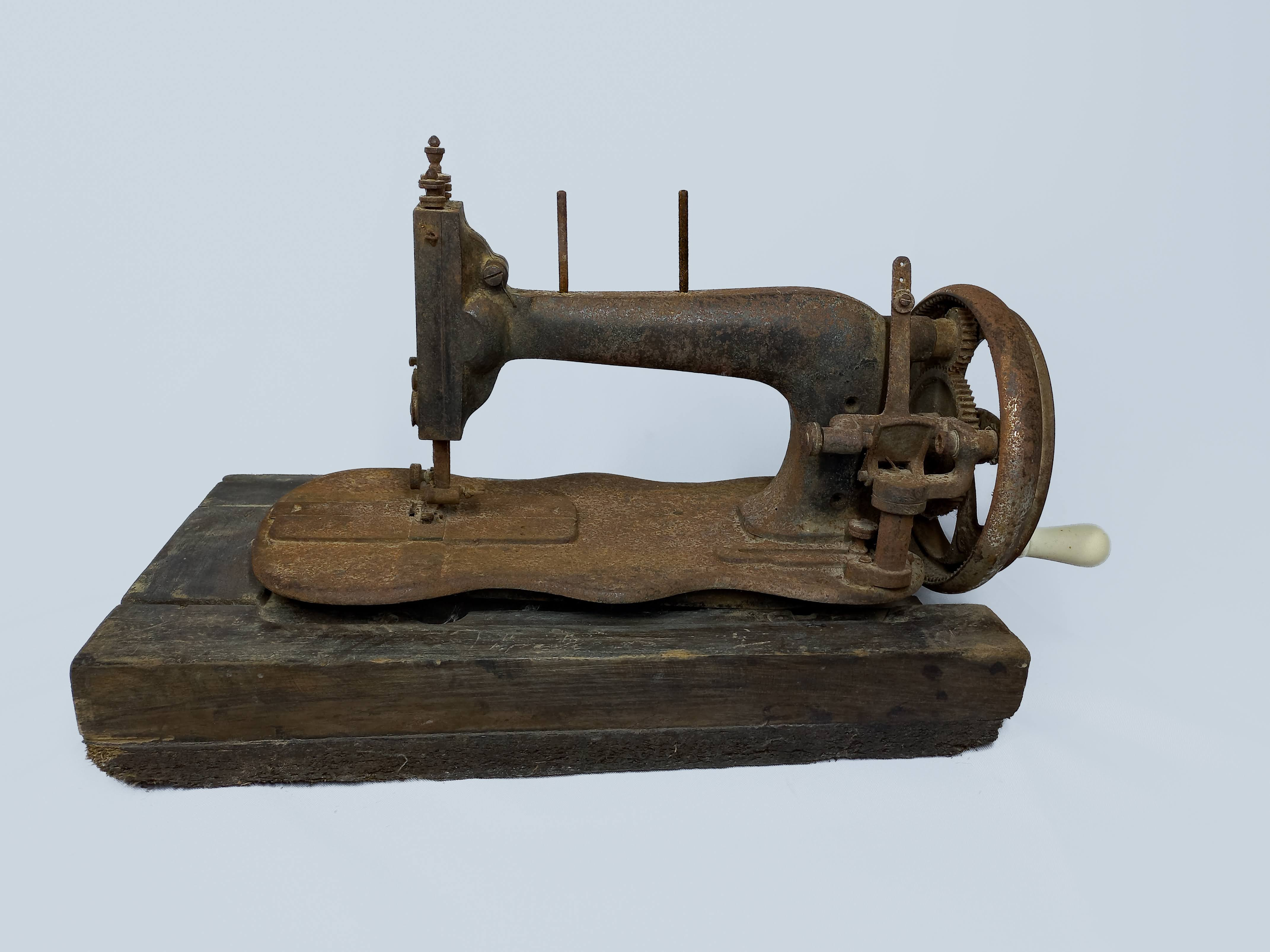